# Pompă de insulină

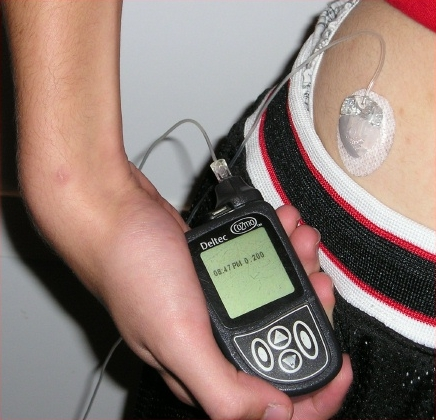
Pompă cu insulină atașată utilizatorului

Pompa cu insulină este un mic aparat medical utilizat pentru administrarea subcutanată a insulinei în tratamentul diabetului zaharat. Administrarea insulinei cu ajutorul unei astfel de pompe se mai numește și terapia prin infuzie continuă de insulină. Acest aparat purtat cu sine de pacienți este constituit din următoarele componente:
- pompa propriu-zisă;
- un microprocesor electronic pentru comandă și control;
- memorie electronică pentru program și date;
- rezervorul pentru insulină (în interiorul aparatului);
- baterii;
- ecran și butoane pentru introducerea comenzilor;
- setul elementelor pentru infuzie, ce include o canulă (tub mic și flexibil) pentru inserția subcutanată și un sistem de tuburi fine din material plastic ce fac legătura între rezervorul de insulină și canulă.

Pompa cu insulină este o alternativă la multiplele injecții cu insulină, realizate cu seringi sterile, zilnic, și face posibilă terapia intensivă cu insulină, atunci când e utilizată împreună cu monitorizarea glicemiei și a carbohidraților.

## Asamblare
Asamblarea pompei, necesară la fiecare câteva zile, se face în modul următor:
1. Se deschide un rezervor nou (steril) vid de tipul adecvat;
2. Se scoate pistonul;
3. Se inserează acul în sticluța cu insulină;
4. Se injectează aerul din rezervor în sticluță, pentru evitarea vidului care s-ar forma în sticluță la extragerea insulinei;
5. Se scoate insulina în rezervor cu pistonul, și apoi se scoate acul;
6. Se elimină orice bule de aer din rezervor, și apoi se scoate pistonul;
7. Se atașează rezervorul la setul de tuburi de infuzie;
8. Se instalează ansamblul în pompă și se pregătește tubul (împingând insulina și bulele de aer din tub). Este esențial să se facă acest lucru cu pompa deconectată de corp, pentru a preveni orice administrare accidentală de insulină;
9. Se atașează la locul pentru infuzie (și se pregătește canula dacă s-a inserat un nou set).

## Dozare
Pompa cu insulină permite înlocuirea insulinei cu durată lungă de acțiune (pentru necesarul de bază) cu o infuzie continuă de insulină (în cantități mici) cu durată scurtă de acțiune dar rapidă.  
Pompa cu insulină livrează un singur tip de insulină, și anume rapidă, în două moduri: 
- o doză „bolus” pentru a acoperi nevoia ceva mai mare de insulină asociată cu luarea mesei sau pentru a reduce rapid o glicemie mare.
- și o doză „bazală”, care este pompată permanent, în funcție de ora zilei, pentru a livra necesarul continuu de insulină dintre mese și din timpul nopții.

În acest fel furnizarea de insulină în corpul pacienților se apropie mult de modul în care se produce insulina la omul sănătos.

## Formarea bolusului
Utilizatorul pompei cu insulină poate, dacă dorește, să influențeze profilul (forma curbei) injectării. Întâi utilizatorul trebuie să experimenteze cu formele bolusurilor ca să descopere care îi sunt cele mai potrivite pentru orice aliment dat. Apoi el își poate îmbunătăți controlul glicemiei, alegându-și forma bolusului de la caz la caz:     
- Un „bolus standard” este o infuzie de insulină pompată complet cu debit constant (după stabilirea cantității). Este asemenător cu o injecție. Având un efect cu o formă „spike”, produce cel mai rapid efect posibil pentru acel tip de insulină. Bolusul standard este cel mai potrivit când se consumă alimente bogate în carbohidrați și sărace în proteine și grăsimi, deoarece poate restabili rapid glicemia între limitele normale.
- Unele pompe oferă și posibilitatea răsfirării unui bolus pe o perioadă mai lungă, de ordinul a 1 - 2 ore.

## Avantajele pompelor cu insulină
- Utilizarea insulinei cu acțiune rapidă și asigurarea insulinei bazale face inutilă utilizarea unei insuline lente, care este însă obligatorie în tratamentul cu injecții multiple aplicate cu seringa sau stiloul-injector.
- În loc de câteva injecții (și înțepături) zilnic, acum ajunge reînnoirea canulei o dată la câteva zile. Relevanța comparației este totuși grevată de faptul că acul de inserție al cateterului unei pompe tinde să aibă un calibru mare, în orice caz unul semnificativ mai mare decât acela al acelor utilizate pe stilourile injectoare (în cazul dispozitivelor de injectare ale pompelor, ce se introduce inițial prin înțepare, este atât acul propriu-zis cât și tubul-cateter, care și el adaugă grosime, deci mărește calibrul real al ansamblului), care sunt practic indolore.
- Faptul că pompa utilizează ca element de comandă un dispozitiv numeric de control, asta face posibilă acumularea și structurarea datelor referitoare la cantități de glucide, insulină injectată și valorile concentrației de glucoză în lichid interstițial de o manieră care facilitează decelarea tendințelor zilnice, asta fiind potențial util în orientarea (auto-)tratamenului; sistemul integrat (pompă și senzor): Medtronic folosește, de exemplu, un program (Carelink) care furnizează o multitudine de grafice și statistici obținute pe baza datelor acumulate într-o perioadă de timp dată de către elementul numeric al pompei.

## Dezavantajele pompelor cu insulină
- Poate avea loc un episod de ketoacidoză diabetică, dacă utilizatorul pompei nu primește suficientă insulină cu acțiune rapidă timp de mai multe ore[1], ceea ce se poate întâmpla dacă se descarcă bateria, dacă rezervorul de insulină se golește prea repede, dacă tuburile sunt afectate astfel încât insulina se scurge afară (în loc să fie injectată în corp), sau și atunci când canula, sau mai frecvent, cateterul, își modifică neintenționat poziția, împiedicând pomparea / injectarea. Din acest motiv, utilizatorii pompelor, în mod tipic, își monitorizează mai frecvent glicemia, ca să evalueze eficacitatea pompării insulinei. Pentru cele mai multe situații nefavorabile sunt prevăzute alarme acustice sau vibratorii.
- Pot apărea probleme la nivelul pielii (infecții, iritații, inflamații) din cauza cateterelor care injectează insulina și a sistemelor adezive de fixare al acestora. Pentru pompele tip patch, din cauza contactului continuu și nemijlocit cu corpul, insulina se deteriorează (și își pierde eficacitatea) mai repede decât se întâmplă la sistemele cu tubulatură; toate tipurile de pompe care utilizează rezervoare de plexiglas antișoc prezintă dezavantajul că insulina își pierde eficacitatea mai repede (2 sau 3 zile, în funcție de temperatura ambiantă) decât se întâmplă, de exemplu, într-un stilou injector (pen), care folosește un rezervor din sticlă, material care conservă foarte bine insulina pentru două săptâmâni. Cicatricile, lipodistrofia locală care se manifestă prin indurațiile (zone de consistență tare) la locul de inserție al cateterelor este o altă problemă curentă.
- Ca toate sistemele de insulinoterapie prin injectare în țesutul adipos (fapt care face ca insulina să fie colectată lent de un pat capilar al țesutului gras și nu așa cum este fiziologic, direct vărsată în vena portă a ficatului, care e zona de concentrație maximă a glucozei după ingestia de glucide), și pompa de insulină duce la o hiperinsulinemie globală a țesuturilor, în timp ce ficatul suferă de o hipoinsulinizare.[2] La adultul sănătos jumătate din insulina secretată zilnic de pancreas este imediat captată de ficat, ea nemaiajungând în toate țesuturile organismului. Hiperinsulinemia globală provocată de insulinoterapia prin injecție în țesutul adipos prezintă probabil același profil de riscuri ca și hiperinsulinemia diabeticului tip II. Pe de altă parte, hipoinsulinizarea ficatului este ea însăși o situație departe de normalitate.
- Pentru pompele clasice cu rezervor si cateter conectate între ele de tuburi, faptul de a fi legat permanent de un aparat poate fi deranjant în activitățile zilnice, ca și noaptea în timpul somnului, iar deconectarea și apoi reconectarea cateterului la pompă constituie o complicație obligatorie pentru un utilizator chiar și pentru un simplu duș.

## Dezvoltări recente
Noile pompe cu insulină devin din ce în ce mai "inteligente", pe măsură ce încorporează noi invenții. Acestea simplifică acțiunile presupuse de livrarea bolusului de insulină.
- Afișarea insulinei: Pe baza cantității și momentului ultimului bolus, softul pompei calculează cantitatea de insulină rămasă în sânge și o afișează pe ecran, ceea ce susține procesul de preformare al noului bolus, înainte ca efectele ultimului bolus să fie complete, și astfel ajută la prevenirea supracompensării hiperglicemiei cu corecții inutile ale bolusurilor.
- Calcularea bolusului: Softul pompei calculează doza următorului bolus de insulină. Pentru aceasta utilizatorul introduce datele referitoare la greutățile de alimente ce urmează să fie consumate, iar softul calculează numărul de unități de insulină necesare. Mai mult, în funcție de valorile cele mai recente ale glicemiei și ale insulinei, sugerează utilizatorului cea mai bună doză de insulină și bolusul.
- Integrarea unui glucometru: Datele referitoare la glicemie pot fi introduse în aparat în vederea calculării următorului bolus de insulină. Unele pompe oferă o interfață de la pompa cu insulină la un glucometru.
  - Seriile pompelor cu insulină ale companiei Medtronic Paradigm permit comunicarea prin unde de frecvență radio (FR) cu anumite mărci de glucometre. Legătura prin FR permite fie integrarea automată a valorii furnizate de glucometru în calculul "asistentului de bolus"(care sugerează utilizatorului o cantitate optimă de insulină de injectat pentru valoarea glicemiei în acel moment, ținând cont și de cantitatea de glucide conținută de alimentele mesei respective, fie calibrarea pe baza ei a unui senzor de lectură continuă a glucozei în lichidul interstițial, fie ambele sarcini. Sistemul care cuprinde un senzor de măsură continuă a concentrației glucozei în lichidul interstițial (numit "Paradigm Real Time Continuous Glucose Monitor") afișează pe un ecran valoarea concentrației glucozei (în lichidul interstițial) la fiecare 5 minute, fapt care poate ajuta, alături de lectura glicemiei în sângele capilar cu un glucometru, în orientarea mai eficace a tratamentului cu insulină. "Sistemul În Timp Real" Medtronic este primul dintre cele care leagă un monitor continuu la un sistem de pompare a insulinei. Sistmul Medtronic este de asemenea primul care oprește injectarea insulinei bazale pentru două ore dacă valoarea concentrației glucozei în lichidul interstițial măsurată de senzorul cu lectură continuă este alarmant de mică (sugerând că pacientul este deja în hipoglicemie – valoarea concentrației glucozei în lichidul interstițial la un moment dat corespunde valorii glicemiei pe care pacientul a avut-o cu 6 minute sau mai mult timp în urmă).
- Există și pompe cu insulină foarte compacte (cam cât o jumătate de ou), lipsite de orice tuburi de legătură (patch pump), care se lipesc direct pe piele și sunt telecomandate prin radio de către un aparat suplimentar special asemănător cu un telefon mobil.

## Dezvoltări viitoare
- Când tehnologia pompării insulinei e combinată cu un sistem de monitozare continuă a glicemiei, tehnologia pare să fie promițătoare în ce privește controlul glicemiei în timp real. La momentul actual, nu există algoritmi maturi pentru controlul automat al pompării insulinei pe baza feedbackului despre nivelul glicemiei. Când cercul se va închide, sistemul va putea funcționa ca un pancreas artificial. În afară de problema imperfecțiunii programelor de control automat, un sistem format dintr-o pompă de insulină și un senzor cu măsurare continuă a glucozei, care să funcționeze ca un pancreas artificial, se lovește momentan de dificultatea care este faptul că senzorii de măsură a concentrației glucozei în lichidul interstițial nu sunt suficient de preciși. Un alt impediment major în materializarea ideii de pancreas artificial este lipsa pentru moment a unei metode de conservare pe timp suficient lung, altfel decât în formă liofilizată, a glucagonului, celălalt hormon secretat de pancreas pentru controlul fin al glicemiei, formă care nu se pretează încorporării lui într-o pompă care să fie capabilă să corijeze hipoglicemiile sau să controleze fin glicemia, așa cum face un pancreas (în 2014 câteva companii au prevăzut comercializarea unei forme lichide de glucagon care să reziste, neapelând la solvenți acizi (cum e cazul în trusele de urgență care sunt deja de ani buni pe piață, dar care necesită o procedură laborioasă de reconstituire a formei lichide la momentul injectării, de câteva săptămâni).
- Pompele cu insulină sunt utilizate în vederea infuziei pramlintidei (a cărei denumire comercială e Symplin, sau a celei sintetice Amylin) împreună cu insulina, pentru îmbunătățirea controlului glicemiei după luarea mesei.

## Producători actuali ai pompei cu insulină (link-uri)
- http://www.animascorp.com/
- http://www.sooil.com
- http://www.medtronicdiabetes.com/
- http://www.disetronic-usa.com/ Arhivat în 7 martie 2007, la Wayback Machine.
- http://www.cozmore.com/ Arhivat în 6 iulie 2008, la Wayback Machine.
- http://www.niprodiabetes.com/home.html Arhivat în 6 octombrie 2008, la Wayback Machine.
- http://www.myomnipod.com/